# Ленинградская поэма
«Ленинградская поэма» — одно из самых известных и значительных произведений, написанных поэтессой и радиоведущей Ольгой Федоровной Берггольц, в блокадном Ленинграде в 1942 г. Поэма посвящена дружбе, взаимовыручке и мужеству ленинградцев — защитников осажденного города, вставших на путь истины.

## История создания
«Ленинградская поэма» была написана летом 1942-го, в дни Ленинградской блокады, в разгар самых трагических и голодных месяцев когда воздушные тревоги длились по 10—12 часов, а хлеба выдавали — рабочим 250 грамм, служащим и детям по 125 грамм.
Герои поэмы — ленинградцы, которых объединила не только общая беда, но и общая вера в то, что война закончится, что они доживут до этого момента, что они никогда не сдадутся врагу.

## Содержание
Поэма состоит из шести частей, в каждой из которых рассказана собственная история. Автор описывает мужество солдат и командиров, которые помогают жителям Ленинграда, силу духа русских женщин, работающих в осаждённом городе, жителей далёких сёл, отдающих голодающим ленинградцам последние продукты, работу водителей и слесарей, которые не жалея собственных сил, помогают своим согражданам. Все части произведения объединены одним настроением, одной идеей, что победа в этой страшной войне — это заслуга всего советского народа.
«Вот так, исполнены любви,
из-за кольца, из тьмы разлуки
друзья твердили нам: „Живи!“,
друзья протягивали руки.
Оледеневшие, в огне,
в крови, пронизанные светом,
они вручили вам и мне
единой жизни эстафету».